# Dorothea Eleonora von Rosenthal
Dorothea Eleonora auch Eleonore oder Eleonoren von Rosenthal (* vor 1600, † nach 1649) war eine deutsche Dichterin aus Breslau.

## Leben
Über das Leben von Dorothea Eleonora von Rosenthal ist wenig bekannt. Die Forschung stimmt darüber ein, dass sie vor 1600 geboren wurde. Ihr Sterbedatum liegt vermutlich im Jahre 1649. Sie war mit Heinrich von Rosenthal aus Speyer (✝ 1625) verheiratet, Staatsrats in Braunschweig.
Es ist bekannt, dass von Rosenthal 1642 gemeinsam mit ihrer Freundin Maria Elisabeth von Hohendorf, einer zeitgenössischen Schriftstellerin, in Hamburg Philipp von Zesen kennenlernte. Sie freundeten sich an und standen brieflich in regem Kontakt. Von Hamburg aus ging die Schriftstellerin weiter nach Friesland und schließlich Holland. Da von Rosenthal in ihren Werken oft über Martin Opitz schreibt, wird diskutiert, ob sie mit Opitz persönlich bekannt gewesen sein könnte.

## Werk
Dorothea Eleonora von Rosenthal orientierte sich als Schriftstellerin an Martin Opitz und Philipp von Zesen. Sie verfasste 1641 selbständig ihre Poetischen Gedankchen an Einen Der Deutschen Poesie sonderbahren Beförderer. In diesem Prosawerk, das auf knapp 30 Seiten auch gelegentlich in Verse wechselt, beschreibt sie eine Spazierfahrt mit ihrer Freundin Maria Elisabeth von Hohendorf und schildert die gemeinsamen Gespräche. Rosenthal berichtet auch von der Trauer Maria Elisabeth von Hohendorfs über den Tod ihres Liebsten und spricht ihrer Freundin ihre Unterstützung aus. Daran anschließend beschreibt sie, dass sie selbst die irdische Liebe noch nicht erlebt habe und sie stattdessen als Inspiration für die Dichtung nutze. Schließlich diskutieren die beiden Schriftstellerinnen über die Frage nach dem besten, weil unvergänglichen Adel. Dabei ist zuerst die Rede von Helden wie Alexander der Große, doch es wird angemerkt, dass die wahren Helden die Poeten seien, welche die Geschichten der anderen festhalten. Dabei werden besonders die berühmten Poeten Opitz, Buchner und Zesen gelobt. Über sich selbst schrieb Rosenthal, die Dichtung diene ihr nur als Zeitvertrieb und sie wolle keinen Ruhm damit erlangen. Diesen hätten nur die großen Poeten wie Opitz verdient. Das Werk unterscheidet sich von den Werken Opitz’ oder Buchners jedoch dadurch, dass es einen weiblich dominierten Raum beschreibt. In einer Zeit, in der es für Frauen undenkbar war, sich ohne männliche Begleitung in der Öffentlichkeit zu zeigen, gelang es der Schriftstellerin, die weibliche Gesprächskunst zum Gegenstand eines dichterischen Werks zu erheben.
Als Antwort auf ihre Lobpreisung widmete Zesen der Schriftstellerin 1642 seine Poetischen Rosen-Wälder Vorschmack oder Götter- und Nymphen-Lust / Wie sie unlängst in dem Heliconischen Gefilde vollbracht. Darin lobte er sie ebenso wie sie ihn.
Neben ihren poetischen Gedanken verfasste Dorothea Eleonora von Rosenthal weltliche Gedichte. Das Gedicht Sechsmal ist nun der Herbst vergangen, besingt den Einfluss des Martin Opitz auf ihre Bildung. Rosenthal lobt Opitz und spricht ihm Dank für seine Poetik aus. Ein weiteres Gedicht dient als Einleitung zu Zesens Frühlings-Lust, also einer Sammlung des Dichters. In der älteren Forschung findet sich ein Nachweis auf ein weiteres Werk, das Dorothea Eleonora von Rosenthal verfasst hat, unter dem Titel Vermischtes Divertissement in gebundenen und ungebundenen Reden. Das Werk ist heute nicht mehr bibliographisch zu ermitteln.

## Schriften
- Poetische Gedancken an Einen Der Deutschen Poesie sonderbahren Beförderer, Breslau 1641 (Online).
- Sechsmal ist nun der Herbst vergangen. In: Georg Christian Lehms: Teutschlands galante poetinnen, mit ihren sinnreichen und netten proben : nebst einem anhang ausländischer dames, so sich gleichfalls durch schöne poesien bey der curieusen welt bekannt gemacht, und einer vorrede : dass das weibliche geschlecht so geschickt zum studieren, als das männliche, ausgefertiget. Frankfurt a. Main 1715, S. 172. (Online)
- Auf die Frühlings-Lust In: Jean M. Woods: “Dorothea von Rosenthal, Maria von Hohendorff and Martin Opitz.” Daphnis, 11.3, 1982, S. 181.